# Лэнг, Томми
То́мас Лэнг (англ. Thomas Lang; 3 апреля 1906 — 12 мая 1988), также известный как То́мми Лэнг (англ. Tommy Lang) — шотландский футболист, крайний левый нападающий.

## Футбольная карьера
Уроженец Ларкхолла, Лэнг начал футбольную карьеру в местной любительской команде «Ларкхолл Тисл». В 1926 году стал игроком английского клуба «Ньюкасл Юнайтед». В основном составе «сорок»  дебютировал 24 сентября 1927 года в матче Первого дивизиона против «Кардифф Сити». Был быстрым, «импульсивным левым вингером». В составе «Ньюкасла» провёл восемь сезонов, сыграв 229 матчей и забив 58 мячей. В сезоне 1931/32 помог «сорокам» выиграть Кубок Англии.
В 1934 году перешёл «Хаддерсфилд Таун», за который сыграл 26 матчей и забил 6 мячей.
В декабре 1935 года перешёл в «Манчестер Юнайтед» в обмен на Реджа Честера. В основном составе дебютировал 11 апреля 1936 года в матче Второго дивизиона против «Брэдфорд Парк Авеню» на стадионе «Олд Траффорд». 25 апреля того же года забил свой первый (и единственный) гол за «Манчестер Юнайтед» в матче против «Бери». Всего в сезоне 1935/36 провёл за команду 4 матча, а в следующем сезоне — ещё 9 матчей. В апреле 1937 года покинул клуб, став игроком другого клуба из Второго дивизиона, «Суонси Таун».
В составе «Суонси Таун» провёл один полный сезон 1937/38 (34 матча, 1 гол). Летом 1938 года перешёл в шотландский клуб «Куин оф зе Саут». В сезоне 1938/39 команда заняла 6-е место в шотландском чемпионате, что стало лучшим достижением в истории клуба. Лэнг забил в лиге 16 мячей.
После Второй мировой войны Лэнг играл за английский клуб «Ипсвич Таун». Он провёл в нём один сезон, сыграв пять матчей и забив один мяч, после чего вошёл в тренерский штаб клуба.
Его сын Гэвин также стал футболистом и играл за «Партик Тисл», «Арброт» и «Честер Сити» в послевоенные годы.
Умер 12 мая 1988 года.

## Достижения
Ньюкасл Юнайтед
- Обладатель Кубка Англии: 1932

## Статистика выступлений
| Клуб              | Сезон            | Лига | Лига | Кубок | Кубок | Итого | Итого |
| Клуб              | Сезон            | Игры | Голы | Игры  | Голы  | Игры  | Голы  |
| ----------------- | ---------------- | ---- | ---- | ----- | ----- | ----- | ----- |
| Ньюкасл Юнайтед   | 1927/28          | 1    | 0    | 0     | 0     | 1     | 0     |
| Ньюкасл Юнайтед   | 1928/29          | 38   | 10   | 1     | 0     | 39    | 10    |
| Ньюкасл Юнайтед   | 1929/30          | 29   | 4    | 3     | 1     | 32    | 5     |
| Ньюкасл Юнайтед   | 1930/31          | 12   | 4    | 0     | 0     | 12    | 4     |
| Ньюкасл Юнайтед   | 1931/32          | 42   | 11   | 9     | 4     | 51    | 15    |
| Ньюкасл Юнайтед   | 1932/33          | 38   | 9    | 0     | 0     | 38    | 9     |
| Ньюкасл Юнайтед   | 1933/34          | 38   | 9    | 1     | 0     | 40    | 9     |
| Ньюкасл Юнайтед   | 1934/35          | 17   | 6    | 0     | 0     | 17    | 6     |
| Ньюкасл Юнайтед   | Итого            | 215  | 53   | 14    | 5     | 229   | 58    |
| Хаддерсфилд Таун  | 1934/35          | 13   | 3    | 2     | 1     | 15    | 4     |
| Хаддерсфилд Таун  | 1935/36          | 11   | 2    | 0     | 0     | 11    | 2     |
| Хаддерсфилд Таун  | Итого            | 24   | 5    | 2     | 1     | 26    | 6     |
| Манчестер Юнайтед | 1935/36          | 4    | 1    | 0     | 0     | 4     | 1     |
| Манчестер Юнайтед | 1936/37          | 8    | 0    | 1     | 0     | 9     | 0     |
| Манчестер Юнайтед | Итого            | 12   | 1    | 1     | 0     | 13    | 1     |
| Суонси Таун       | 1937/38          | 33   | 1    | 1     | 0     | 34    | 1     |
| Суонси Таун       | Итого            | 33   | 1    | 1     | 0     | 34    | 1     |
| Куин оф зе Саут   | 1938/39          | 36   | 16   | 3     | 1     | 39    | 17    |
| Куин оф зе Саут   | 1939/40          | 5    | 3    | 0     | 0     | 5     | 3     |
| Куин оф зе Саут   | Итого            | 41   | 19   | 3     | 1     | 44    | 20    |
| Ипсвич Таун       | 1946/47          | 5    | 1    | 0     | 0     | 5     | 1     |
| Ипсвич Таун       | Итого            | 5    | 1    | 0     | 0     | 5     | 1     |
| Всего за карьеру  | Всего за карьеру | 330  | 80   | 21    | 7     | 351   | 87    |